# El secret de la Vicky
El secret de la Vicky (originalment en francès, Mystère) és una pel·lícula francesa de 2021 dirigida i coescrita per Denis Imbert, basada en una història de la vida real. Protagonitzada per Vincent Elbaz, Marie Gillain, Éric Elmosnino, Tchéky Karyo i Shanna Keil, es va afegir al catàleg de Netflix a finals del mateix any. El 13 d'abril de 2022 es va estrenar el doblatge en català central. El 9 d'octubre de 2024 es va emetre en valencià a À Punt amb el nom d'El secret de Vicky.

## Sinopsi
Stéphane i la seva filla de vuit anys, la Vicky, que des de la mort de la seva mare no pronuncia ni una sola paraula, es muden a una nova casa a les muntanyes de Cantal. La petita camina pel bosc i es troba amb un pastor de la zona, que li confia un cadell. Amb la seva nova companyia, la Vicky es retroba amb el somriure, però més tard el seu pare s'assabenta que el cadell és en realitat un llop.

## Repartiment
- Vincent Elbaz com a Stéphane
- Shanna Keil com a Vicky
- Marie Gillain com a Anna
- Éric Elmosnino com a Thierry
- Tchéky Karyo com a Bruno
- Éric Savin com a Jean-Paul
- Romain Lancry com al senyor Darmet
- Vincent Deniard com a Brice